# Blue Boar
Blue Boar ([bluː bɔː], с англ. — «синий вепрь»; индекс заказчика — OR.1059) — британская опытная управляемая авиабомба с воздушной турбиной и телевизионным наведением, снаряжённая конвенциональной или ядерной боевой частью, разрабатывавшаяся и испытывавшаяся в первой половине 1950-х гг. группой подрядчиков во главе с компанией «Виккерс» по заказу Министерства снабжения Великобритании. На вооружение не принималась, серийно не производилась. Программа работ над бомбой обошлась британской казне в £3 млн 100 тыс. фунтов. Как отмечает британский учёный-ракетчик Рой Домметт, по сути дела, под кодовым названием «Блю бор» было разработано целое семейство бомб, взаимозаменяемых с конвенциональными неуправляемыми авиабомбами, а потому стандартизированных под уже существующие самолёты-носители.

## Предыстория
Ввиду достаточно высокого процента промахов в статистике прицельного бомбометания в годы Второй мировой войны, характерной для бомбардировочной авиации обеих противоборствующих сторон, в 1946 году, вскоре после окончания войны, штаб Королевских военно-воздушных сил сформулировал техническое задание на проведение научно-исследовательской работы под названием «Управление бомбами» (Control of Bombs), по итогам которой, в ноябре 1947 года сотрудником Королевского авиационного института в Фарнборо, графство Хэмпшир, Рональдом Смелтом был представлен аванпроект «управляемой бомбы» (controlled bomb). В марте 1949 года, институт выпустил техническую публикацию GW 358, где были собраны чертежи управляемых авиабомб под общим кодовым названием «Синий вепрь». Предложенные в чертежах бомбы варьировались в диапазоне весовых категорий от тысячефунтовой (453 кг) до двадцатитысячефунтовой (9072 кг) моделей. Из предложенных проектов были выбраны пяти- (2268 кг) и десятитысячефунтовые (4536 кг) перспективные модели, которые предполагалось использовать для прицельного бомбометания с высоты в пятидесять тысяч футов (15,240 км). Первоначально рассматривались два варианта системы: телевизионно-командное наведение при помощи бортовой системы дистанционного управления в условиях ясной видимости и радиолокационное наведение посредством бортового радара H2S для слепого бомбометания в условиях полного или частичного отсутствия видимости (темноты, облачности, задымления и так далее), для чего последнюю необходимо было синхронизировать с новым образцом бомбового вооружения. В качестве носителей планировалось использовать самолёты, способные к полёту на скорости близкой к сверхзвуковой — M 0,87 (1074 км/ч), — бомбардировщики серии «V»: «Вэлиэнт», «Виктор» и «Вулкан», каждый из которых мог нести две десяти- или четыре пятитысячефунтовые, или одну десяти- и две пятитысячефунтовые бомбы на один вылет. Параллельно с Королевским авиационным институтом, разработки аналогичного характера велись с послевоенных лет научно-исследовательским подразделением компании «Виккерс» под руководством Барнса Уоллеса, который уже имел опыт разработки различных авиабомб в годы Второй мировой войны.

## Начало работ
Командующий бомбардировочной авиацией Великобритании главный маршал авиации Хью Ллойд заявил в ходе военных учений в 1950 году:

Чем скорее мы отойдём от практики применения обычных бомб, тем лучше.Оригинальный текст (англ.)The sooner we get away from the free-falling bomb business the better
Управляемая авиабомба относилась авиационным командованием в разряд стратегического оружия и предназначалась для нанесения ударов по важнейшим объектам противника. Необходимость наличия в британском ядерном арсенале таких средств обосновывалась советником Министра авиации Великобритании по науке Робертом Кокбёрном, который исходил из положений доктрины ядерного сдерживания, акцентируя внимание на проблеме повышения точности бомбометания в связи с увеличением скоростей полёта самолётов-носителей и самих авиабомб. Помимо командования КВВС и отдельных членов Кабинета министров, интерес к бомбе проявило Адмиралтейство для оснащения ею палубной авиации флота, но отдельного контракта от структур материально-технического обеспечения флота не последовало. Головным учреждением, курирующим ход работ по теме «Синий вепрь» со стороны государства был назначен Королевский авиационный институт, генеральным подрядчиком от частного бизнеса — компания «Виккерс». Контракт на проведение программы опытно-конструкторских работ был заключён Министерством снабжения с представителями «Виккерс» в июне 1950 года (до этого работы велись компанией в инициативном порядке, за счёт собственных расходных фондов). По условиям тактико-технического задания, которое было окончательно сформулировано в 1951 году и увязано с проектом OR.1059, утверждённым ещё в ноябре 1947 года, от разработчиков требовалось довести вероятность попадания до 50 % при круговом вероятном отклонении от цели в пределах сотни ярдов (91 м). Одним из главных отличий разрабатываемой бомбы от других перспективных образцов управляемого вооружения того времени по условиям задания был способ её размещения на самолёте-носителе строго внутри (в бомбовом отсеке), а не снаружи, на внешних точках подвески, как это допускалось для ракет класса «воздух—поверхность». После отцепки из бомболюка, бомба, набрав скорость, должна была планировать на цель на околозвуковой скорости под углом до 40°, выполняя команды оператора и обеспечивая непродолжительную (до 6 сек) управляемость после захода бомбы в облачный слой на высоте около трёх километров над поверхностью, — временной интервал в шесть секунд в случае захода бомбы в облака считался достаточным для того, чтобы оператор успел навести бомбу на цель. Для ночного бомбометания пятитысячефунтовая бомба оснащалась пиропатронами, по которым оператор мог отслеживать её полёт в темноте. В целом, заказ предусматривал создание и испытание бомбы и бортовой системы управления ею, и требовал от исполнителя работ подготовить бомбу и сопряжённую телевизионно-командную аппаратуру (OR.1089) к постановке на вооружение в 1956 году.

## Задействованные структуры
В то время как проектированием занимались специалисты Королевского авиационного института, основной объём конструкторской работы выполнялся подразделением (департаментом) управляемого вооружения «Виккерс» в Вейбридже, графство Суррей. Помимо «Виккерс», как генерального подрядчика, к работе в качестве субподрядчиков были привлечены компании: «Смитс эйркрафт инструментс» — ответственная за систему инерциальной навигации (автопилот); «Бритиш Мессьер» — гидравлические приводы рулевых поверхностей; «Электрик-энд-мьюзикл индастриз» — телевизионная система наведения (ТВ-сканер); «Ротакс» — газотурбинный двигатель на твёрдом топливе (порохе). Боевая часть представляла собой модифицированную «Блю дэньюб» или «Ред бирд». При этом, разработка боевой части, взрывателей, прицельных приспособлений и вопросы переоборудования самолётов-носителей находились вне компетенции генподрядчика, ими занималось управление авиационных вооружений Министерства авиации. От генерального подрядчика в проекте было задействовано: 94 сотрудника — в экспериментальной мастерской, 44 — группа непосредственных испытателей, 20 — чертёжное бюро, а также отделы: аэродинамический, прочности, взвешивания, механических испытаний, наземных испытаний — всего около двухсот инженерно-технических работников, что было во много раз меньше, чем в аналогичных подразделениях конкурирующих структур, так как корпоративный менеджмент «Виккерс» считал слишком затратным и экономически нецелесообразным создание обособленного ракетостроительного филиала с собственным производством. Тем не менее, к моменту завершения полигонных испытаний бомбы с системой наведения в 1954 году, подразделение управляемого вооружения «Виккерс» уже обладало опытным персоналом и нарастило материально-техническую базу как в пределах Великобритании, так и на Австралийском континенте, где проводился завершающий этап испытаний.

## Устройство
Конструктивно, бомба была оснащена крестообразным оперением (четырьмя прямоугольными крыльями), которое раскладывалось в стороны после сброса, рулевые поверхности оперения придавали бомбе управляемость и стабилизировали её полёт. Сопротивление воздуха в полёте приводило в движение винты воздушной турбины, которая приводила в действие электрогенератор, питавший систему гидравлики. Бомба управлялась с самолёта оператором бортового управляемого вооружения при помощи ручного манипулятора джойстикового типа в течение определённого времени после сброса, — до тех пор пока удаляющийся от точки сброса самолёт находился в пределах досягаемости посылаемого командного сигнала, — после чего переходила на режим неуправляемого планирующего полёта к цели. Видеоизображение сектора воздушного пространства передавалось с гироскопически стабилизированного объектива планирующей бомбы антенной приёмопередатчика, непрерывно ориентирующейся в полёте на удаляющийся самолёт и доворачивающейся в его сторону, командный радиосигнал оператора поступал с бортового радиолокатора сопровождения бомбы. Нажатие на манипулятор подавало необходимый сигнал, который преобразовывался системой управления бомбы в электрические импульсы автопилота на гидравлику рулевых поверхностей.

## Тактико-технические характеристики
Ниже представлены основные тактико-технические характеристики авиабомбы:
- Максимальная высота в точке сброса с самолёта-носителя — 18,288 км (60000 футов)
- Максимальная скорость самолёта-носителя в момент сброса — 1111 км/ч (600 узлов)
- Сектор сканируемого воздушного пространства объективом системы наведения — 65° по направлению полёта
- Размах оперения пятитысячефунтовой бомбы — 157,5 см
- Размах оперения десятитысячефунтовой бомбы — 198 см
- Рабочая частота приёмопередатчика — 300 МГц

## Испытания
Первые испытания аэродинамических качеств пятитысячефунтовой болванки (модели без боевой части) проводились над Солсберийской равниной на армейском общевойсковом полигоне в Имбере, графство Уилтшир в 1950 году, сброс осуществлялся с бомбардировщиков «Линкольн». Впоследствии, в качестве носителей на этапе испытаний использовались также бомбардировщики «Канберра» и «Вашингтон». Испытания системы наведения проводились с борта военно-транспортного самолёта «Валетта», который был переоборудован в летающую лабораторию. Помимо Имбера, лётные испытания неуправляемых болванок с ракетными ускорителями проводились также на артиллерийском полигоне в Ларкхилле. Чтобы предотвратить вылет болванок за пределы полигона и случаи попадения в населённые пункты, болванки снаряжались кордтексным детонационным шнуром с часовым механизмом, который детонировал в воздухе и располовинивал планирующую болванку по швам на две части, в это время изнутри выпадал металлический утяжелитель, а две части корпуса снижались используя комбинацию механических устройств по типу аэродинамического тормоза с грузовой парашютной системой и приземлялись вертикально на территории полигона, вонзаясь острым шпилевидным концом в землю, где их подбирали сотрудники компании, после чего подобранные части собирались воедино и использовались при повторных испытаниях, что было обусловлено необходимостью экономии средств и соблюдения мер предосторожности. Испытания прототипа с раскладывающимся оперением, с отцепкой из бомболюка выполнялось с бомбардировщиков «Линкольн» на ракетно-артиллерийском полигоне в Аберпорте, графство Девед, контрольные испытания были назначены в Австралии. В качестве альтернативы воздушной турбине испытывались варианты газотурбинной силовой установки, с кордитом в качестве основного горючего, недостатком которого было образование ядовитой коррозийной окиси, подтёки которой, стекавшие сквозь пазы в корпусе бомбы, оседали на стенках бомбового отсека. Наземные испытания с ракетными ускорителями на рельсовом треке проводились на территории экспериментального испытательного центра Научно-исследовательского института атомного оружия в Шоберинессе, графство Эссекс. Испытания бомбы с боевой частью для поражения наземных целей проходили на безлюдной и пустынной территории испытательного полигона Вумера в Южной Австралии, сброс осуществлялся с бомбардировщиков «Вэлиэнт» (параллельно с ними продолжались лётные испытания болванок в Великобритании). Трудностью испытаний в Австралии на том этапе было то, что таких средств связи как факс тогда не было и оперативно передать многие технические данные было затруднительно, что создавало эффект рассогласования между группами командированных в Австралию инженерно-технических работников и головным офисом подразделения управляемого вооружения компании в Вейбридже. На протяжении всего периода испытаний, работы сопровождались целым рядом накладок и простоев технического характера, которые приводили к отставанию от календарного плана работ и нареканиям со стороны заказчика.

## Завершение проекта
Программа испытаний была свёрнута в июне 1954 года по распоряжению Министра снабжения Дункана Сэндиса без указания каких-либо причин. По мнению британского военного историка Билла Ганстона, на момент отмены проекта «Виккерс» и ассоциированные подрядчики уже в полной мере были готовы приступить к серийному производству бомбы в нескольких весовых вариантах. Причинами отмены проекта предположительно могли быть соображения слишком большой массы бомбы для палубных бомбардировщиков (которые планировалось оснастить указанной УАБ), а также тем обстоятельством, что в условиях облачности нарушалась телевизионно-командная линия связи оператора с бомбой, она становилась неуправляемой и летела по баллистической траектории. Кроме того помощник начальника штаба ВВС по технической части вице-маршал авиации Джеффри Таттл, выступавший за развитие ракетного вооружения, выразил опасение, что в случае принятия бомбы на вооружение в 1958 году (в связи с бюрократическими процедурами), она устареет как образец вооружения уже к 1960 году, что не будет соответствовать средствам, вложенным в её серийное производство. Впрочем, реальная причина отмены проекта так никогда и не была оглашена, по мнению непосредственного участника испытаний, инженера Джона Форбата, главной причиной явилось то, что британское военно-промышленное лобби в высших эшелонах власти предпочло сконцентрироваться на дальнейшем развитии проекта крылатой ракеты класса «воздух—поверхность» «Блю стил» (которая на том этапе также классифицировалась как «управляемая бомба») группы конкурирующих фирм во главе с «Армстронг-Уитворт». Практически одновременно с проектом «Блю бор» были прекращены испытания другого крупного проекта «Виккерс» — крылатой ракеты воздушного базирования «Ред рапир». Ни в том, ни в другом случае вопрос прекращения проекта не согласовывался с подрядчиками и вообще с привлечёнными структурами, всё решалось в одностороннем порядке в Лондоне, — в целом, такая практика внезапной отмены одних проектов и одобрения других без объяснения причин («stop-go» approach) была типичной для британского военно-промышленного комплекса.

## Дальнейшее развитие задела
После отмены проекта, на базе полученных наработок инженерами компании «Фэйри авиэйшн» была сконструирована управляемая противокорабельная ракета «Green Cheese», инкорпорировавшая в себя систему наведения другого отменённого ранее проекта — ракеты класса «воздух—воздух» «Ред дин». Предполагая, что разработка аналогичных планирующих бомб могла вестись в Советском Союзе, попутно британским конструкторам-оружейникам ставились задачи оснащения кораблей средствами защиты, способными отразить бомбардировку при помощи УАБ типа «Blue Boar», — для этих целей велись две параллельные программы работ — программа разработки зенитной управляемой ракеты корабельного базирования «Popsy» и совместная британо-американская программа разработки скорострельной автоматической пушки «DACR».

## Экземпляры
Сохранившийся образец опытного прототипа бомбы хранится в Бруклендском музее близ Вейбриджа, графство Суррей (51°21′16″ с. ш. 0°27′52″ з. д.), однако не экспонируется.